# Maria Gabriella Sagheddu
Maria Gabriella Sagheddu (Dorgali, 17 marzo 1914 – Grottaferrata, 23 aprile 1939) è stata una religiosa italiana, venerata come beata della Chiesa cattolica.

## Biografia

### La giovinezza
La beata Maria Gabriella Sagheddu nacque da Marcantonio e Caterina Cucca, quinta di otto figli a Dorgali, un comune sardo in provincia di Nuoro, e venne battezzata con il nome di Maria, ma veniva chiamata Maù. Il padre, un pastore di pecore alle dipendenze, morì insieme ad uno dei suoi otto figli a causa della spagnola a soli cinquant'anni nel 1919, mentre due fratellini erano morti poco dopo la nascita. La madre, rimasta vedova con cinque bambini, con immensi sacrifici e con l'aiuto dei buoni vicini riuscì a superare il difficile momento poi i più grandicelli cominciarono a lavorare due pezzi di terreno lasciati dal babbo. Si distinse a scuola soprattutto per la matematica; le piaceva leggere ed aveva una gran sete di conoscenza, ma non poté andare oltre la sesta elementare allora esistente in paese. Amava qualsiasi tipo di onesto lavoro a casa o in campagna ed aveva un carattere forte, indipendente ed anche un po' ribelle. Le sue pratiche religiose erano limitate all'essenziale, la messa la domenica e qualche preghiera in famiglia. Quando la mamma le diceva di andare in chiesa alle funzioni serali, rispondeva: «Andateci voi». Non era iscritta ad alcun'associazione religiosa. Invitata più volte ad iscriversi all'Azione Cattolica, rispondeva: «Non ne ho voglia».
Dopo la morte di sua sorella minore Giovanna Antonia nel 1932 cambiò completamente, si corresse di tutti i suoi difetti, dicono quelli che la conobbero e cominciò a darsi all'orazione. Un giorno si presentò spontaneamente alla presidente dell'Azione Cattolica e con sorpresa della stessa, visti i tanti rifiuti precedenti, le chiese di entrare a far parte dell'associazione. Da quel giorno si dedicò a tutte le attività dell'associazione, divenne catechista dei bambini in chiesa e la sua vita spirituale fu caratterizzata da Messa e Comunioni frequenti, visite al Santissimo Sacramento, rosario e devozioni alla Madonna, confessione settimanale. Rifiutò diverse offerte di matrimonio, Maù probabilmente era già orientata ad una totale offerta di sé a Dio. Nel frattempo due sue compagne, Margherita Marras e Maddalena Fancello erano partite, a breve distanza di tempo, per la trappa di Grottaferrata in provincia di Roma, e Maù, su consiglio del suo confessore, le seguì a fine settembre del 1935. Maù di Dorgali, divenne suor Maria Gabriella. Partì dal suo paese con il proposito di morire al mondo, di darsi senza riserve a Dio, e trovò l'ambiente che aveva desiderato: penitenza, preghiera, lavoro. Si imbatté in due anime apostoliche: l'abadessa madre Maria Pia (Maria Teresa Gullini) di Roma, e la maestra delle novizie, madre Tecla (Ida Fontana), due donne con un forte spirito missionario ed apostolico.

### Professione religiosa
La professione religiosa di Maù di Dorgali fu pronunciata il 31 ottobre 1937, il rito si svolse in chiesa, era il giorno della festa di Cristo Re: «O Gesù, io mi offro a Te in unione con il Tuo Sacrificio e, sebbene sia indegna e da nulla, spero fermamente che il divin Padre guardi con occhi di compiacenza la mia piccola offerta, perché io sono unita a Te». Aggiunse rivolta a Gesù: «Ora fa tutto quello che vuoi», questa frase nascondeva il suo desiderio di offrirsi vittima per l'Unità della Chiesa. L'offerta avvenne nell'intimo del suo cuore, in un momento di totale solitudine. Poi dirà: «Mi sono offerta intieramente». Non conoscendo storicamente il problema delle separazioni della Chiesa, né dell'ecumenismo, alcuni pensano che questa vocazione ad offrirsi vittima per l'unità della Chiesa sia un'ispirazione celeste. Giovane di 23 anni, fino ad allora sanissima e piena di vita, da quel momento viene attaccata dal morbo dell'etisia che in quindici mesi la condurrà al sepolcro dopo tante sofferenze che lei chiamava «il mio tesoro». La sua condizione venne dichiarata incurabile nel maggio 1938. «Mi sono offerta intieramente» usava dire e «non ritiro la parola. Oh com'è buono il Signore... voglio amarlo per quelli che non l'amano... Gesù ti supplico di offrirmi con te». Morì la sera del 23 aprile 1939, domenica del "Buon Pastore" a soli 25 anni.

## Il culto
È stata beatificata da papa Giovanni Paolo II il 25 gennaio 1983 nella basilica di San Paolo fuori le mura, a conclusione dell'annuale Settimana di preghiera per l'unità dei cristiani.
Nel 1995 papa Giovanni Paolo II ha incluso una menzione specifica alla beata nella sua Ut Unum Sint, enciclica dedicata interamente al tema dell'unità dei cristiani.
Nel 2018 papa Francesco l'ha citata come esempio di donazione della vita per la causa dell'unità dei cristiani nell'esortazione apostolica Gaudete et exsultate.
Il suo corpo è custodito nel monastero delle trappiste a Vitorchiano, dove sono state trasferite da Grottaferrata nel 1957.